# Ștefănești, Florești
Ștefănești este un sat și centru de comună din raionul Florești. Satul are o suprafață de circa 2.46 kilometri pătrați, cu un perimetru de 8.04 km. Din componența comunei fac parte localitățile Prodăneștii Vechi și Ștefănești. Localitatea se află la distanța de 38 km de orașul Florești și la 106 km de Chișinău. Satul Ștefănești a fost menționat documentar în anul 1644.

## Populația
Conform recensământului din 2004, în satul Ștefănești locuiau 6.050 de persoane (3.045 bărbați și 3.005 femei).
Compoziția etnică a satului:
| Naționalitatea                | Nr. de locuitori | Compoziție procentuală |
| ----------------------------- | ---------------- | ---------------------- |
| Băștinași declarați moldoveni | 6.000            | 97.3%                  |
| Băștinași declarați români    | 36               | 1.62%                  |
| Ucraineni                     | 13               | 0.58%                  |
| Ruși                          | 11               | 0.49%                  |
| Țigani                        | 2                | 0.01%                  |
| Total                         | 6.052            | 100%                   |

## Galerie de imagini

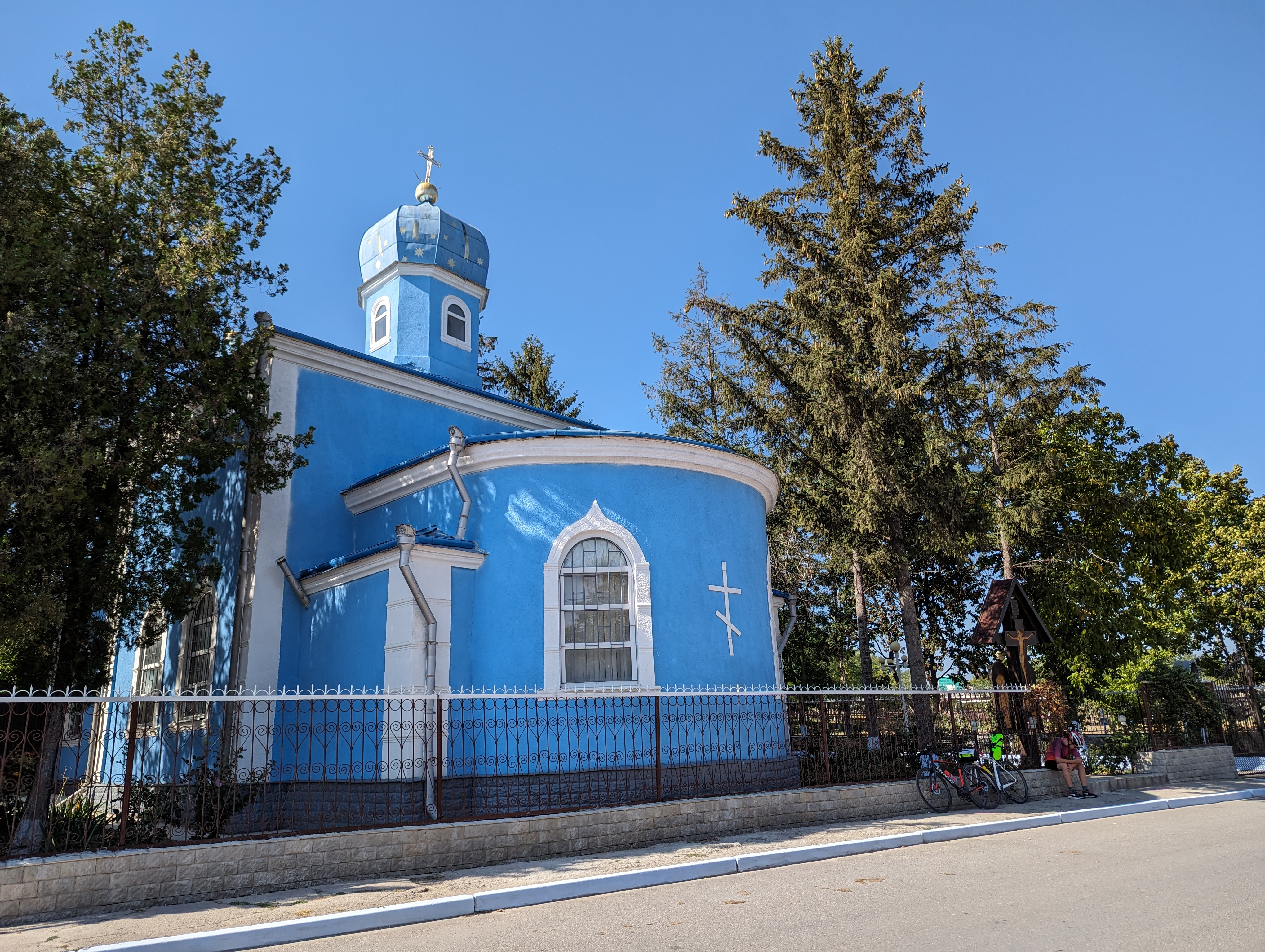
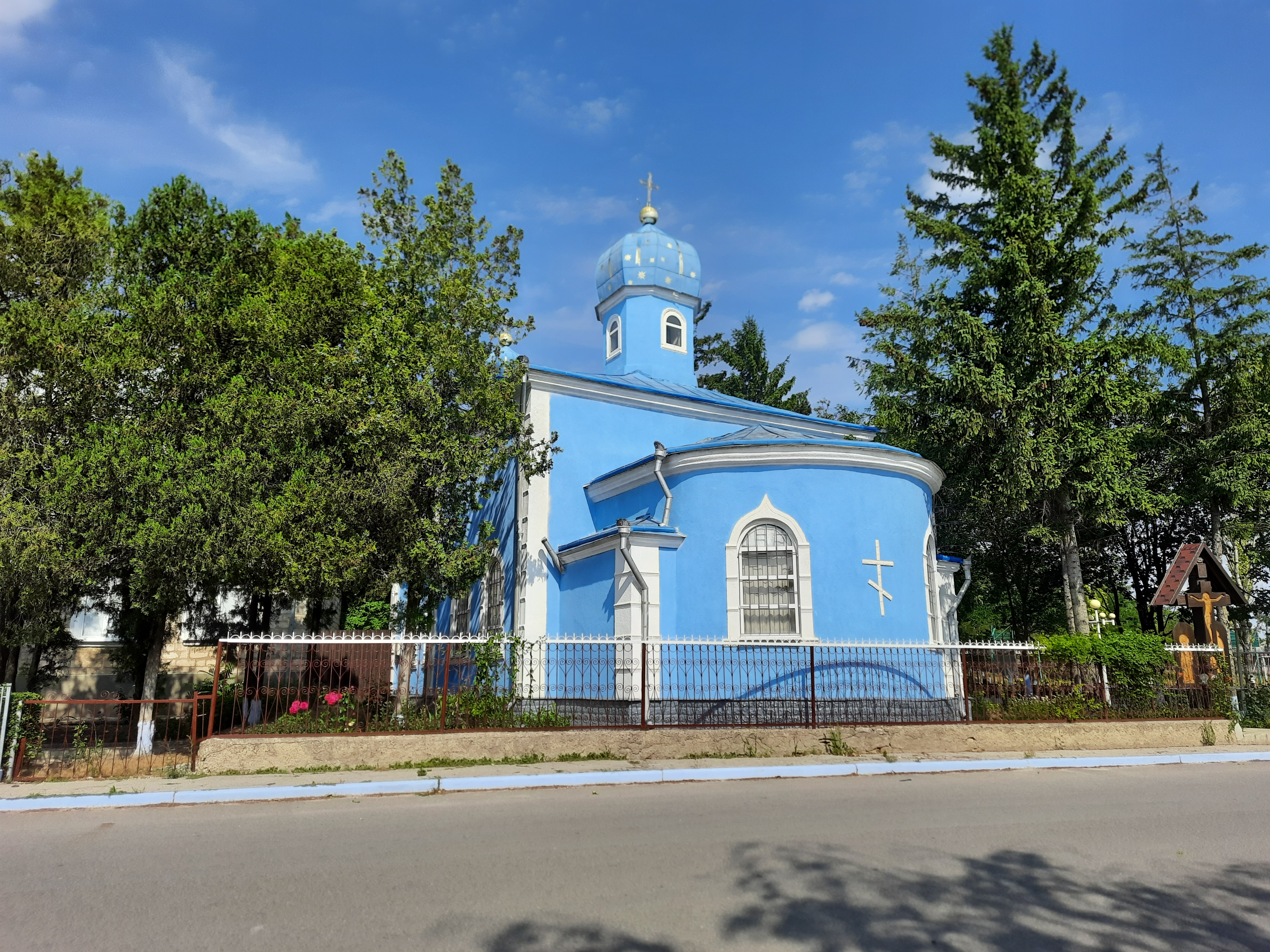
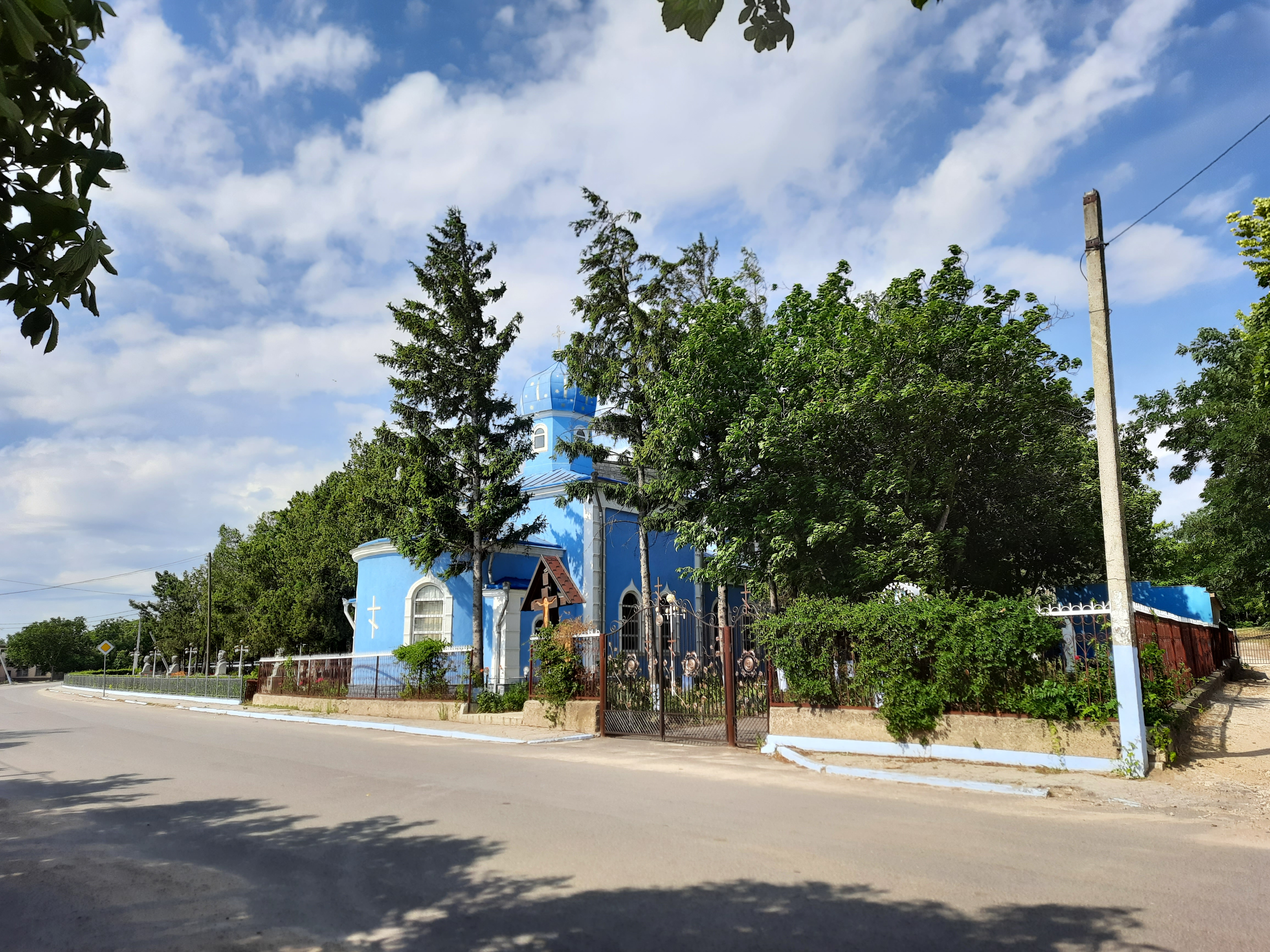
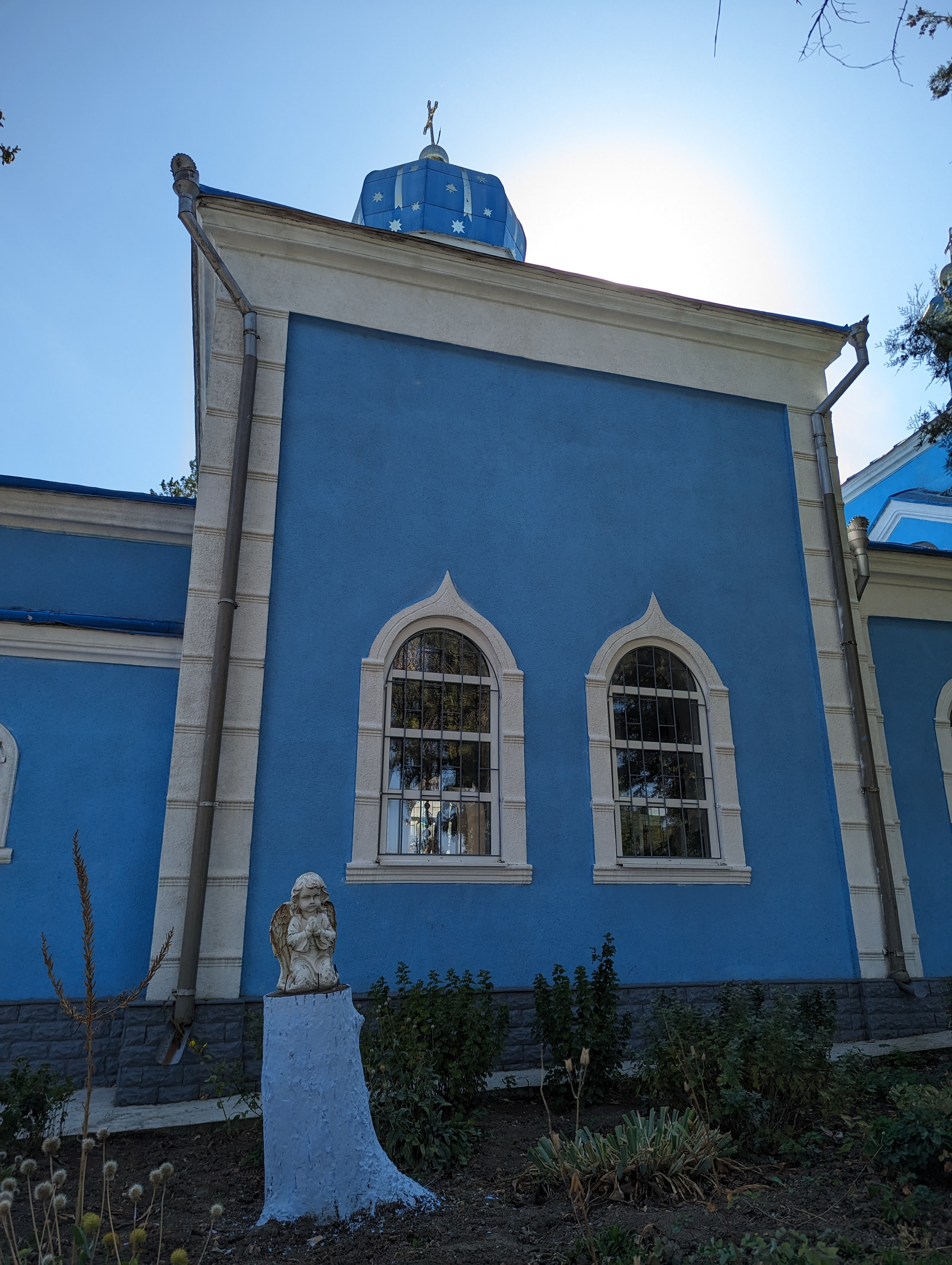
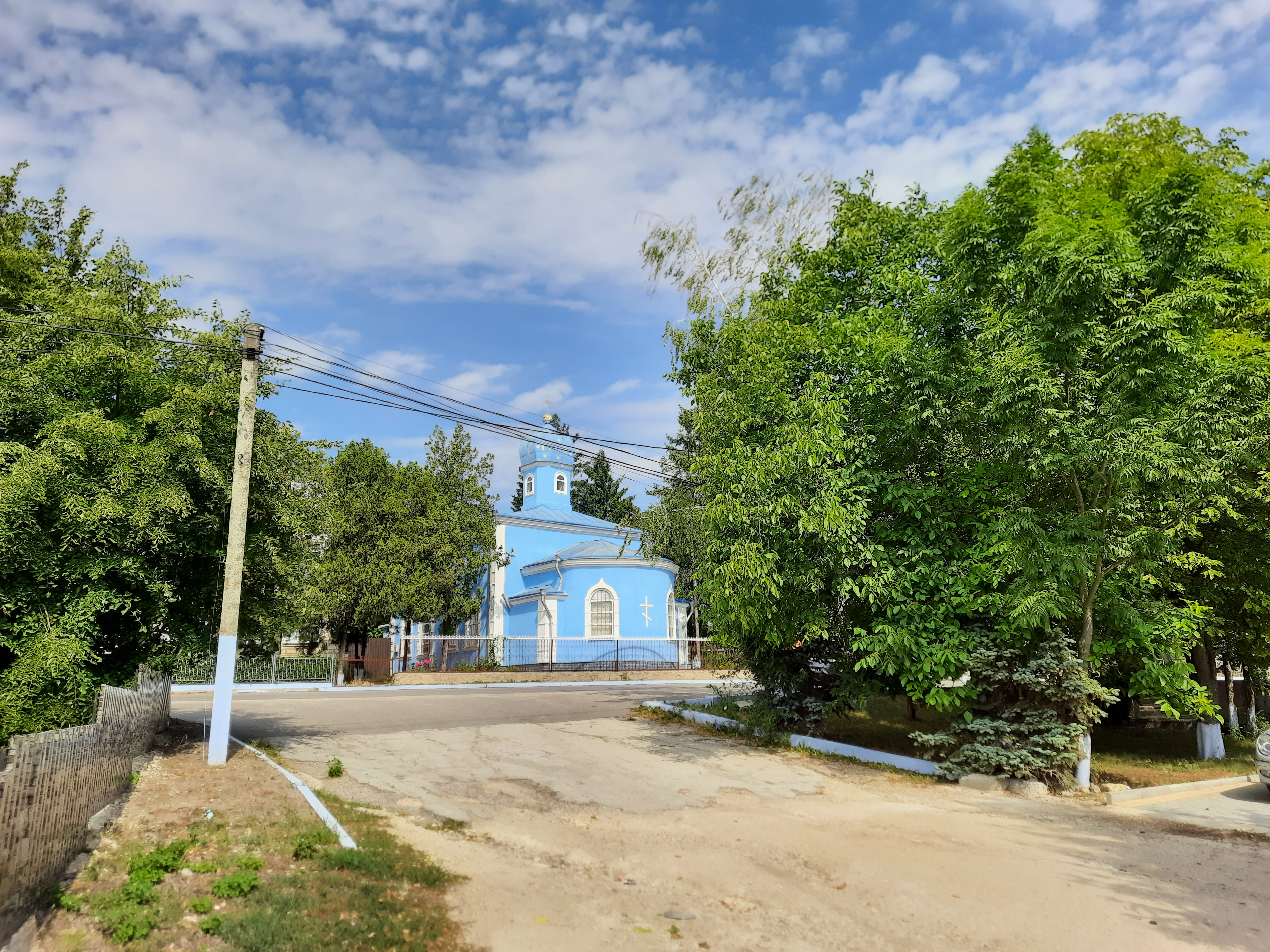

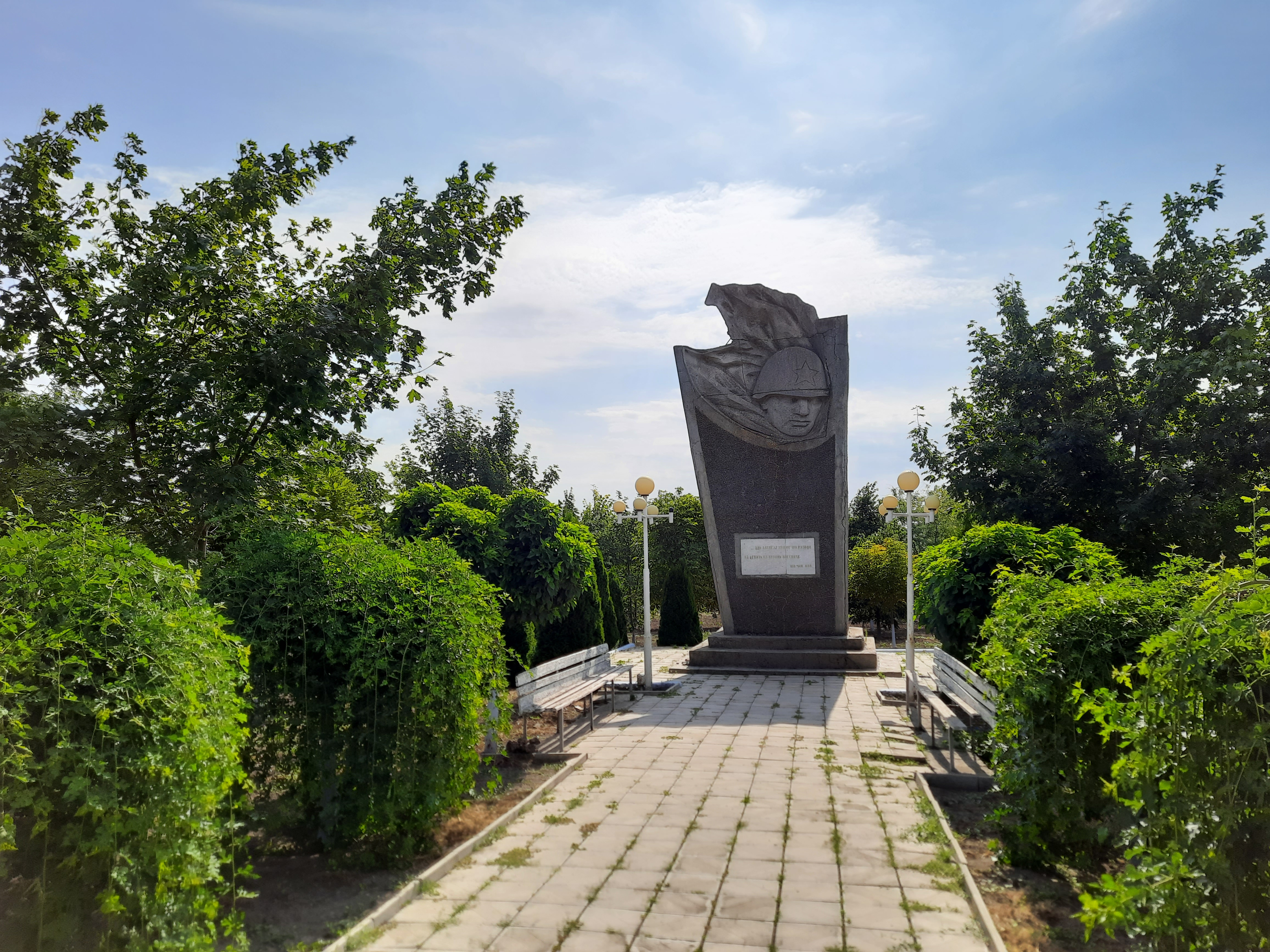
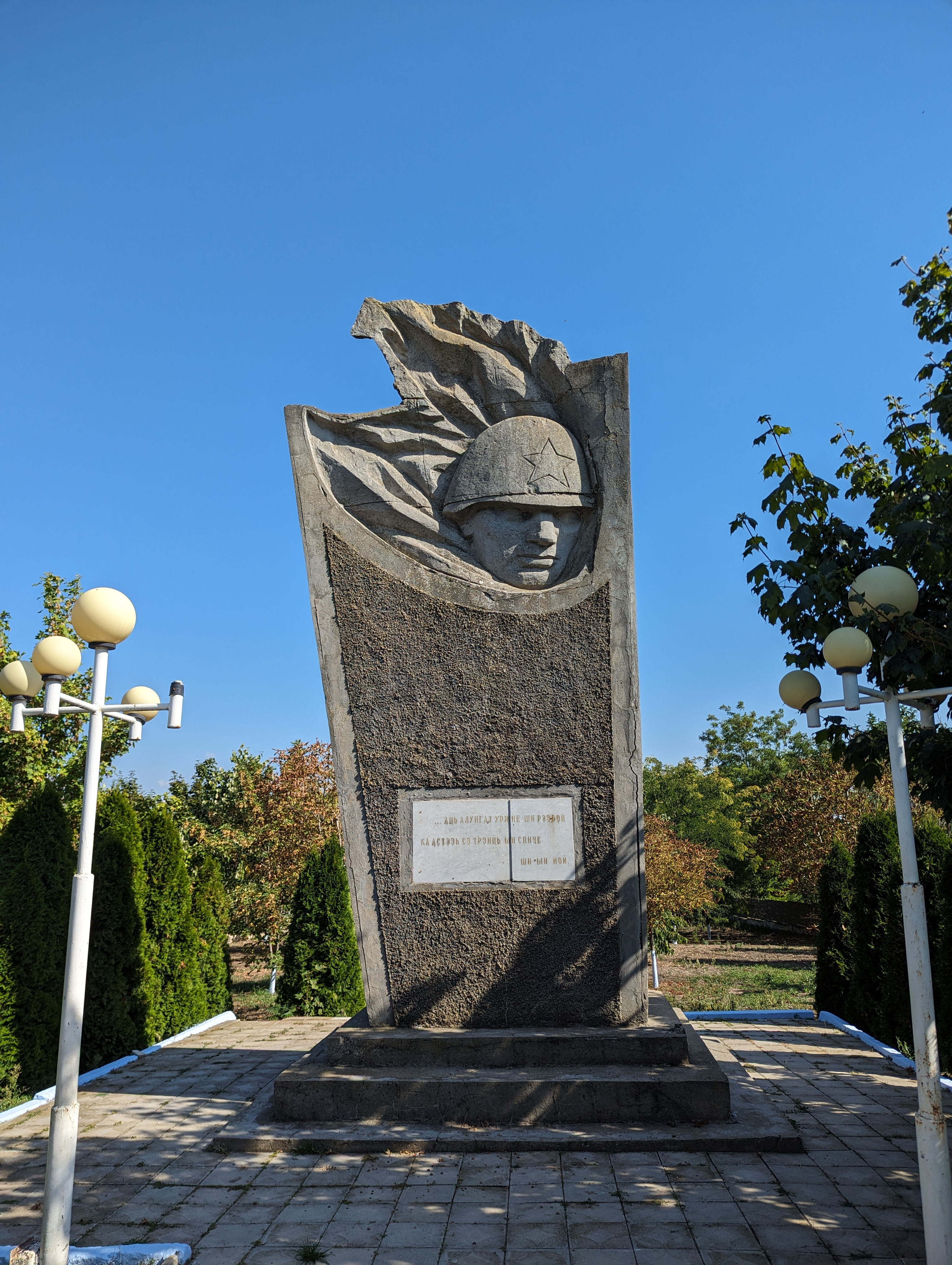
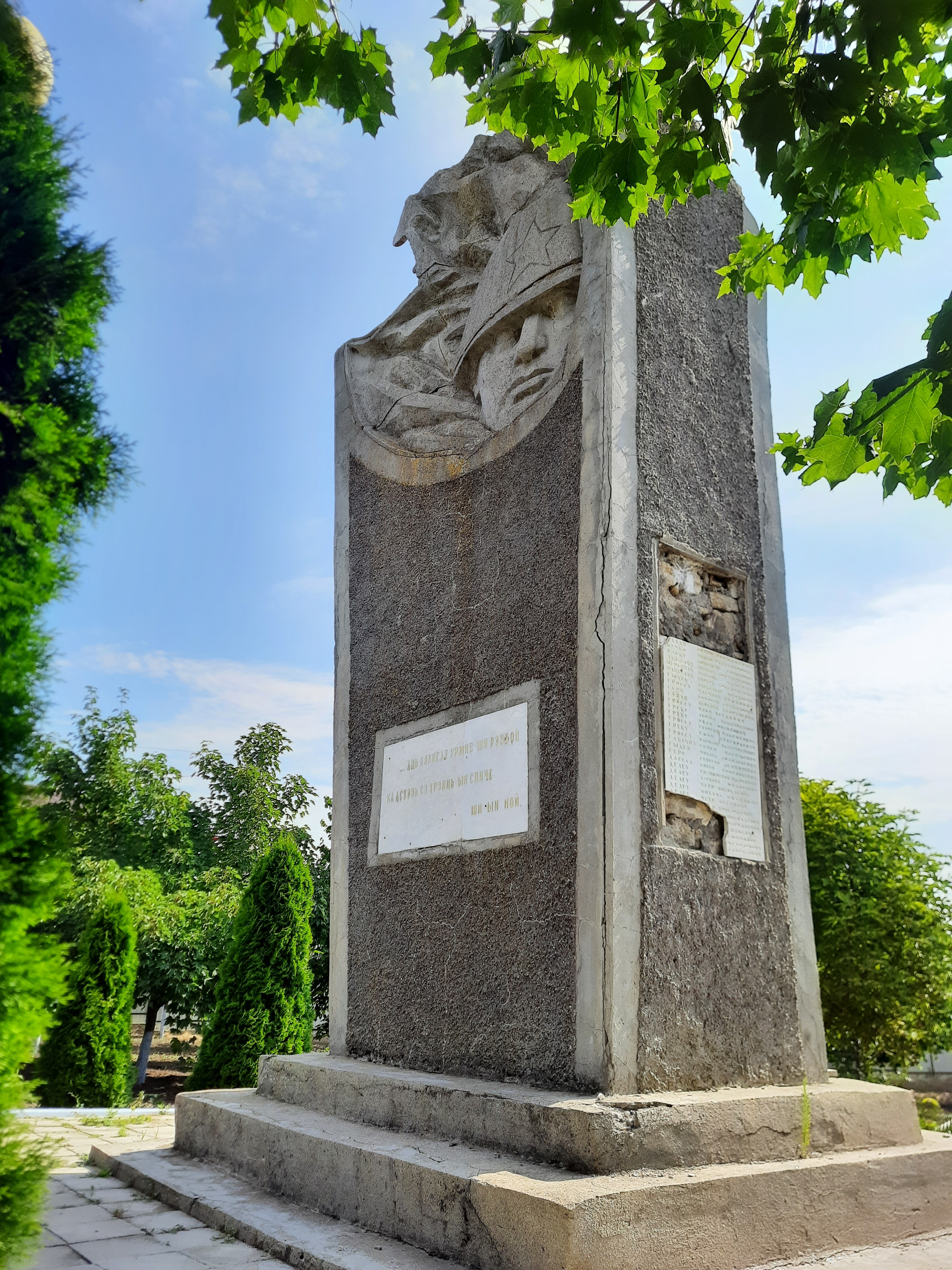
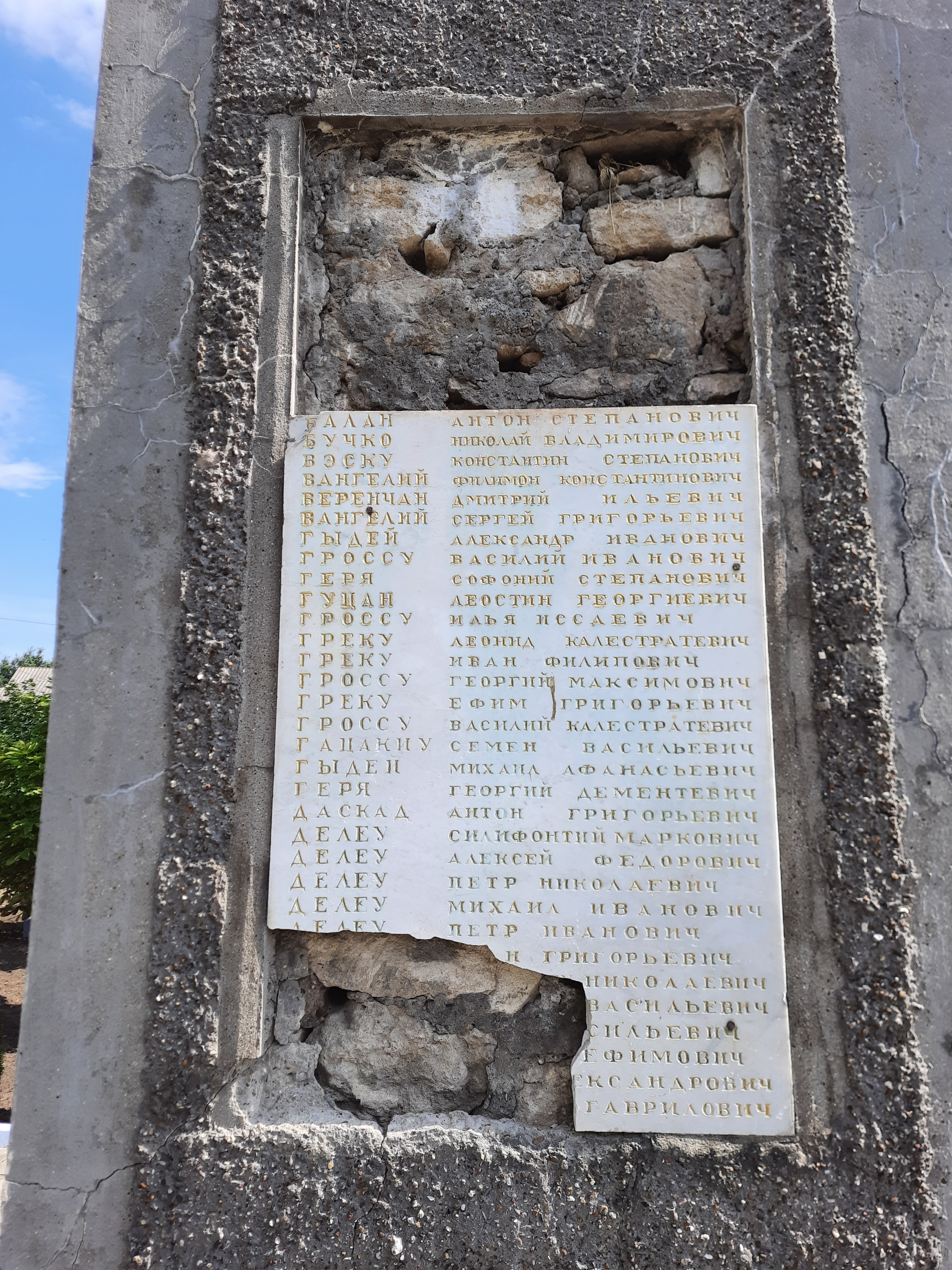
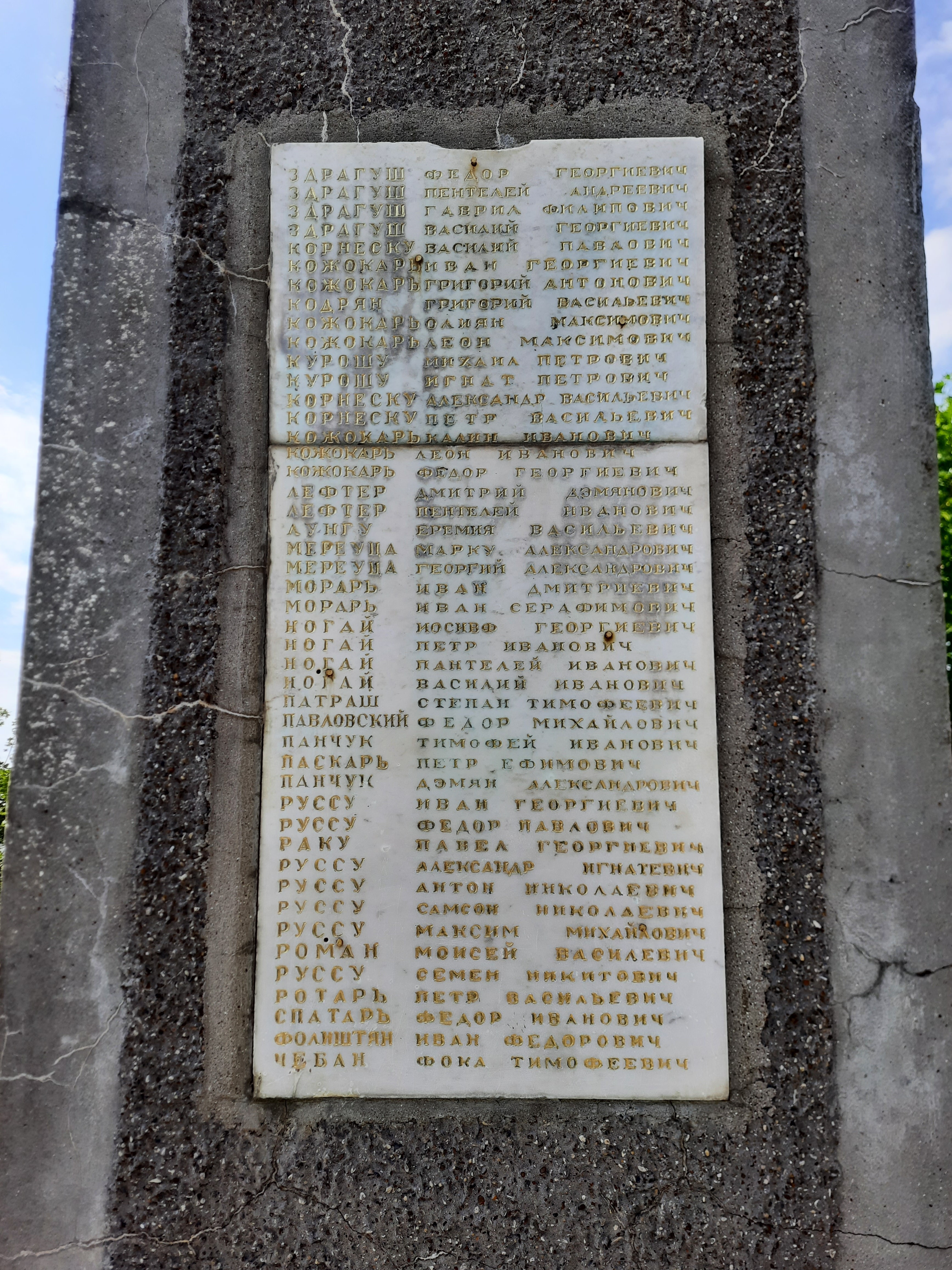

Biserica „Nașterea Maicii Domnului” din localitate, monument ocrotit de stat.
Aleea clasicilor din Ștefănești

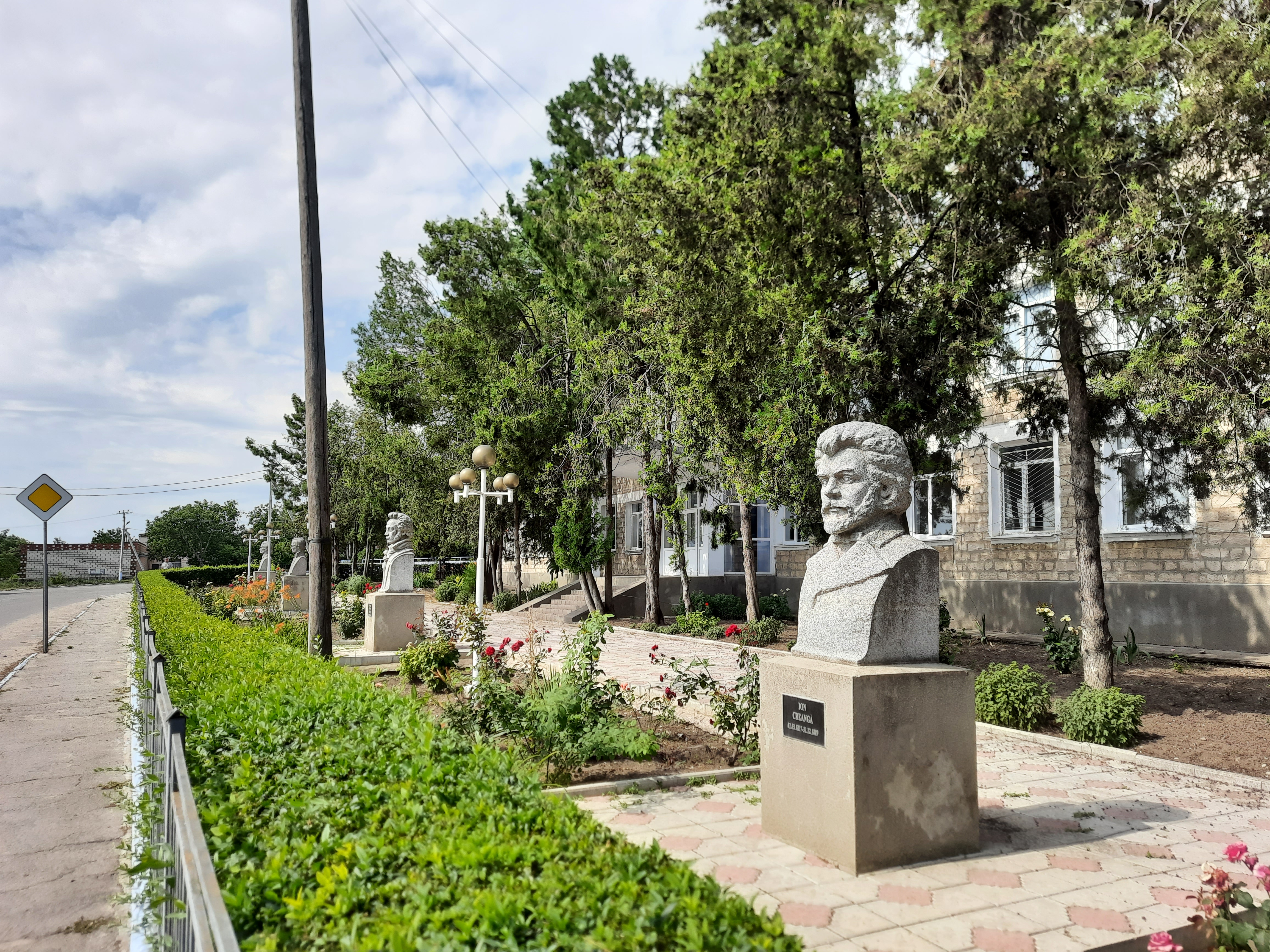
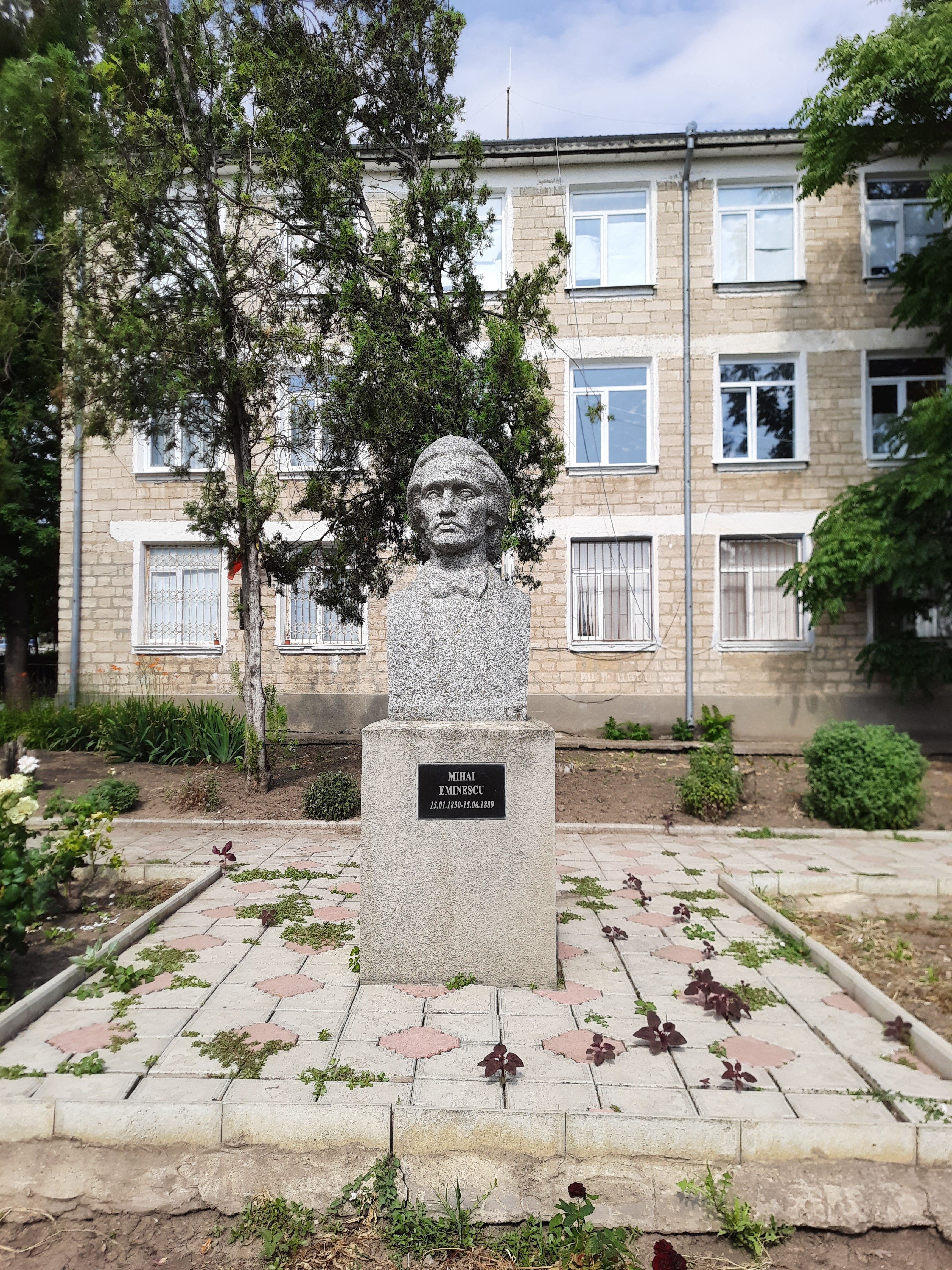
Mihai Eminescu
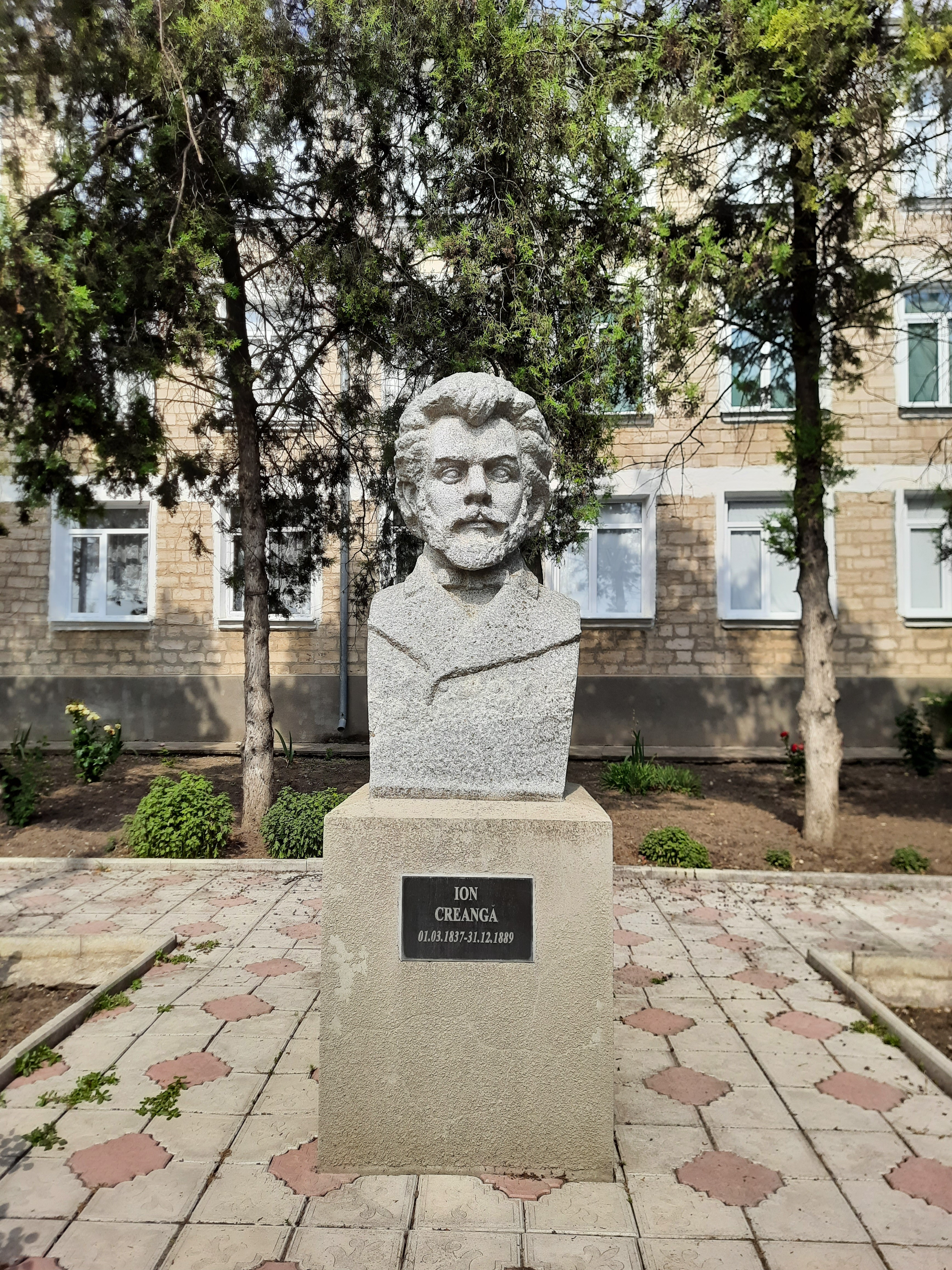
Ion Creangă
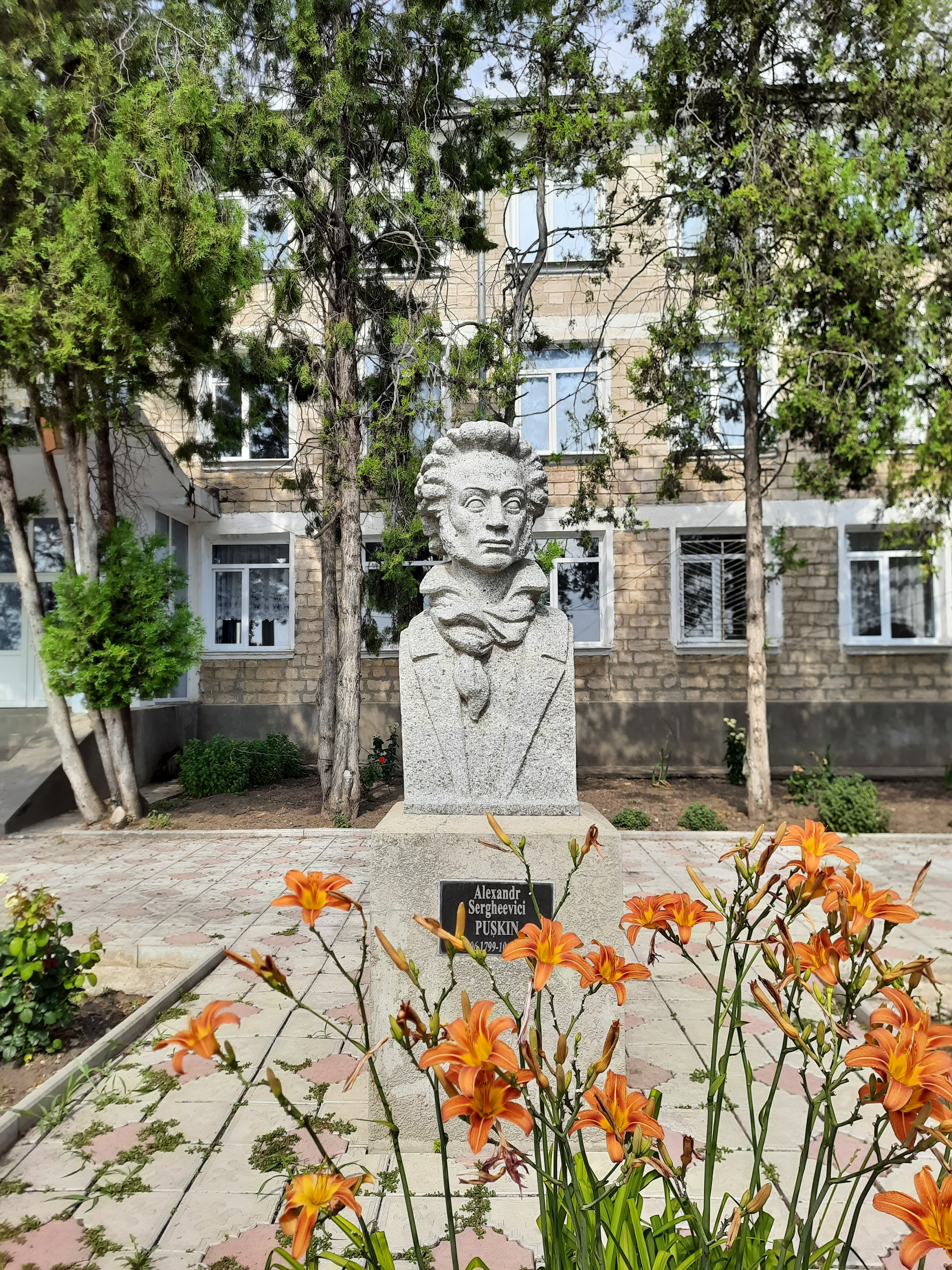
Aleksandr Pușkin
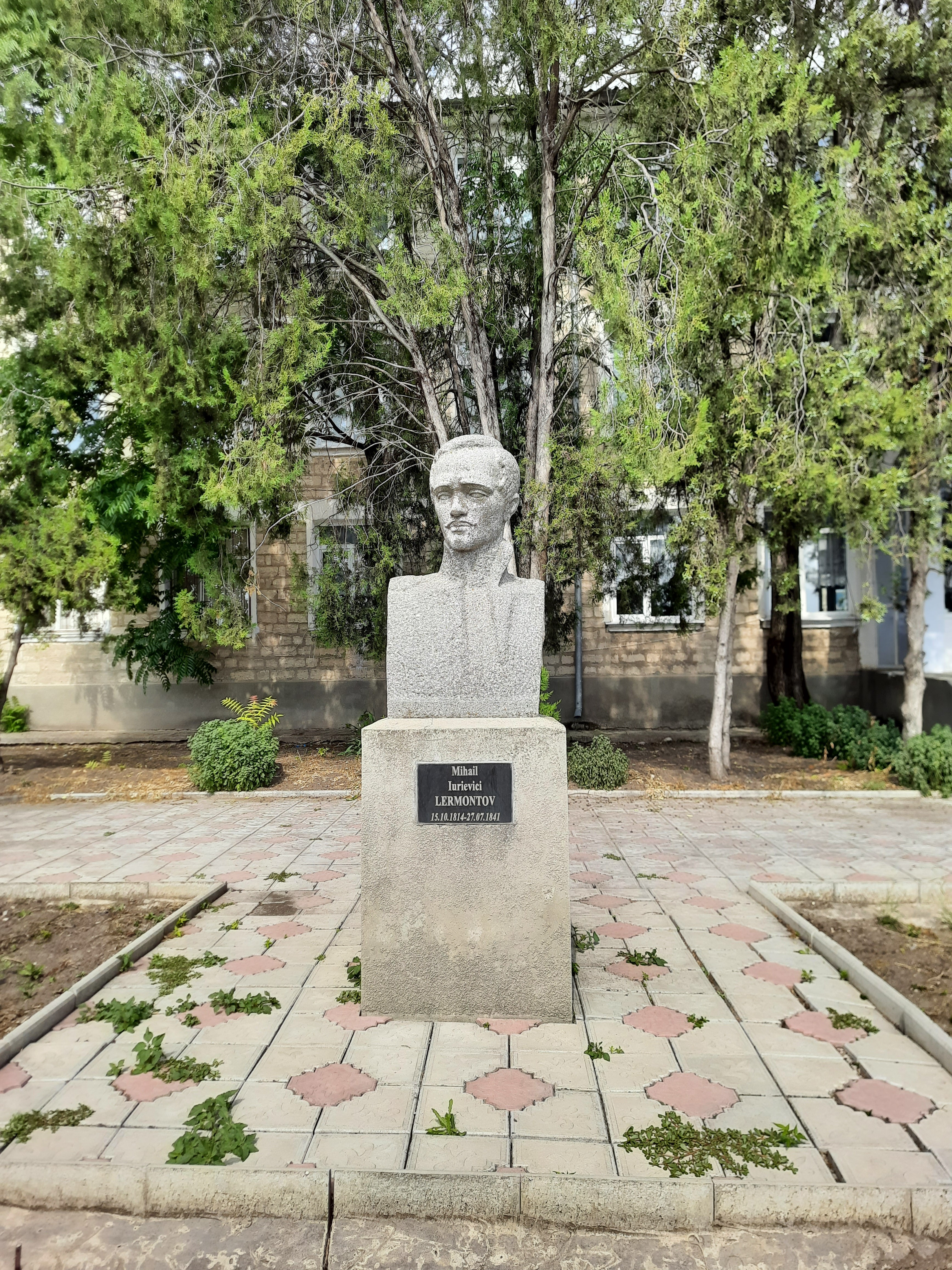
Mihail Lermontov

Monumentul în memoria a 27 consăteni căzuți în Al Doilea Război Mondial.
Alte locuri

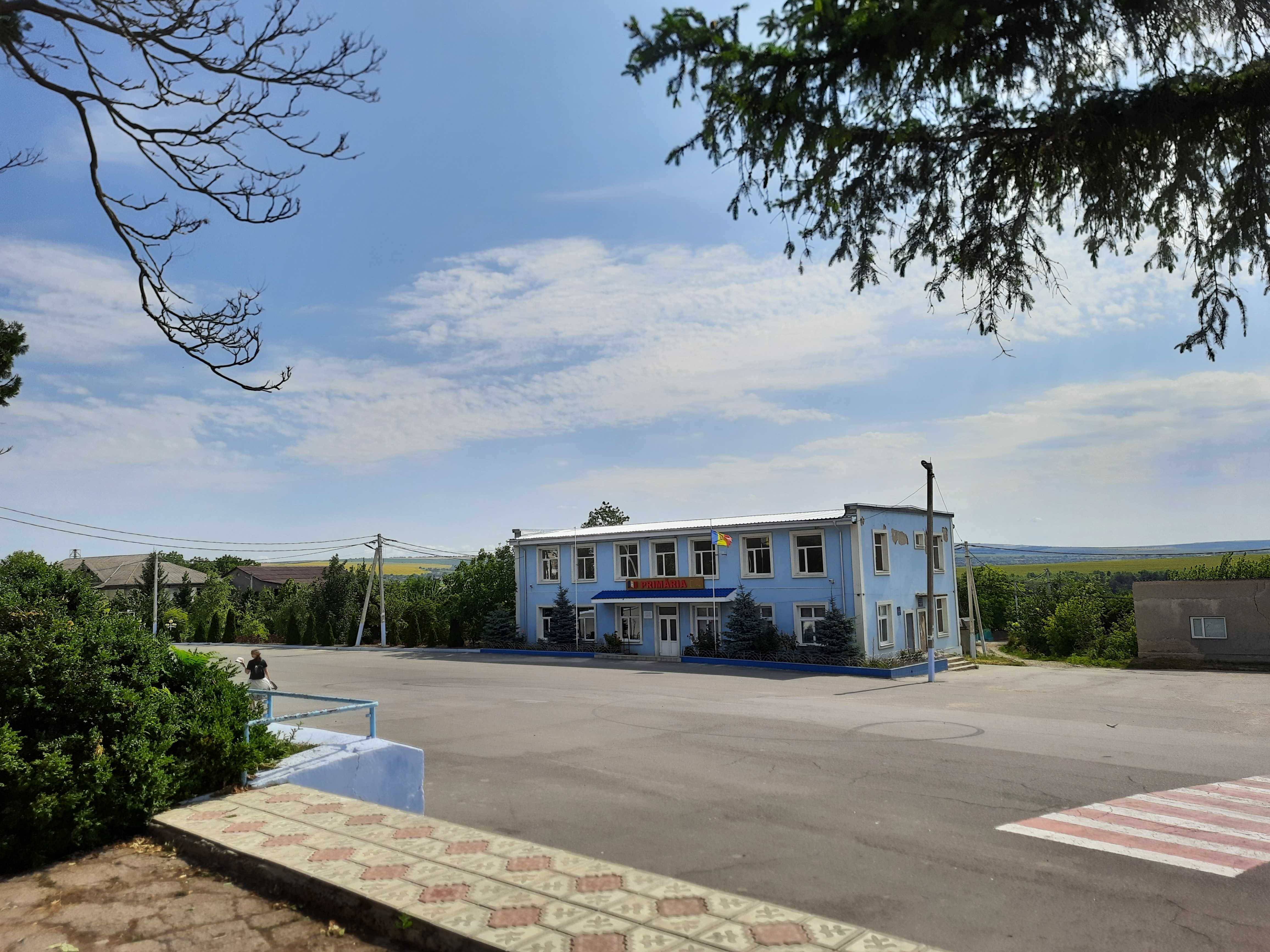
Primăria
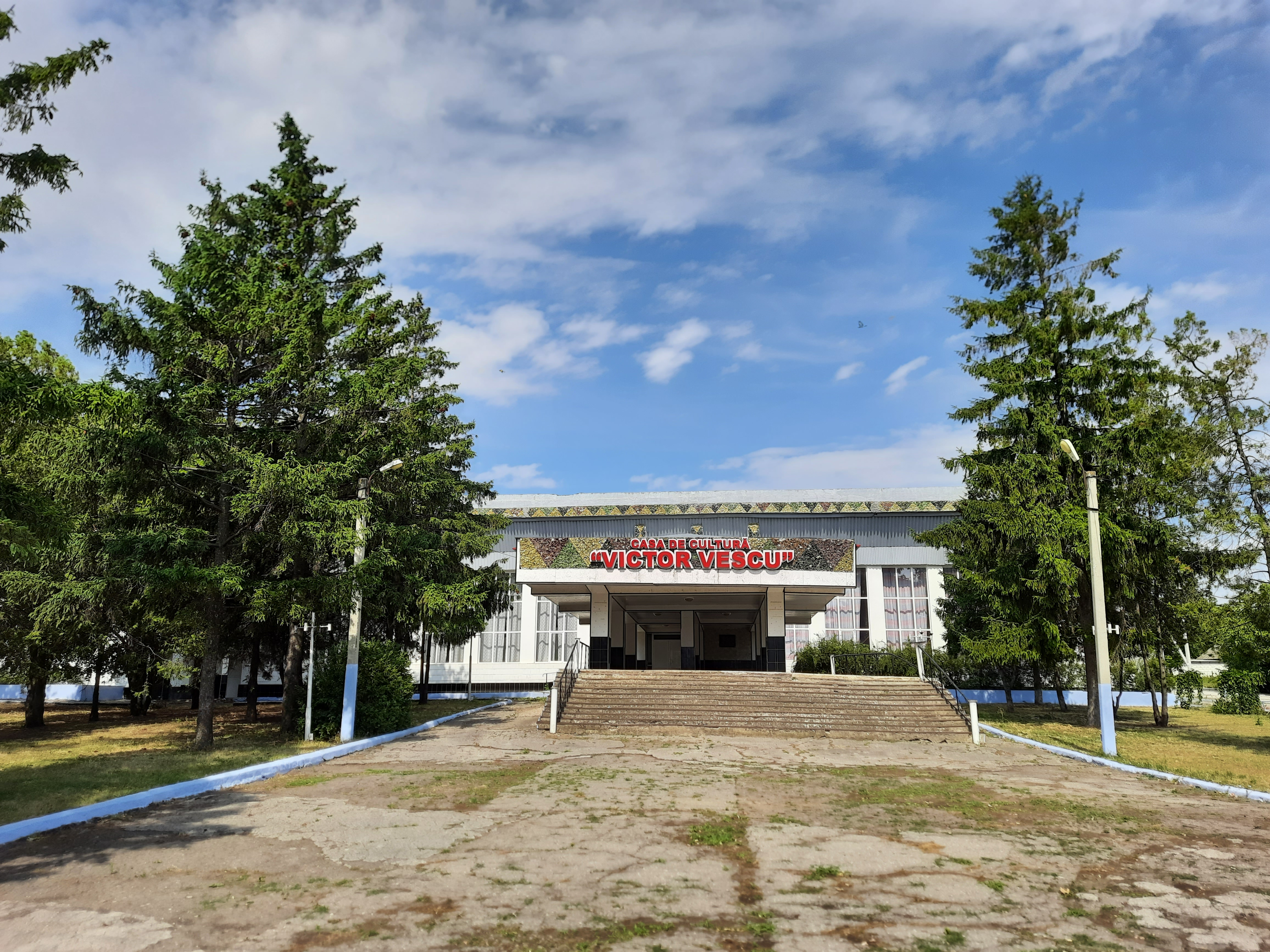
Casa de cultură „Victor Vescu”
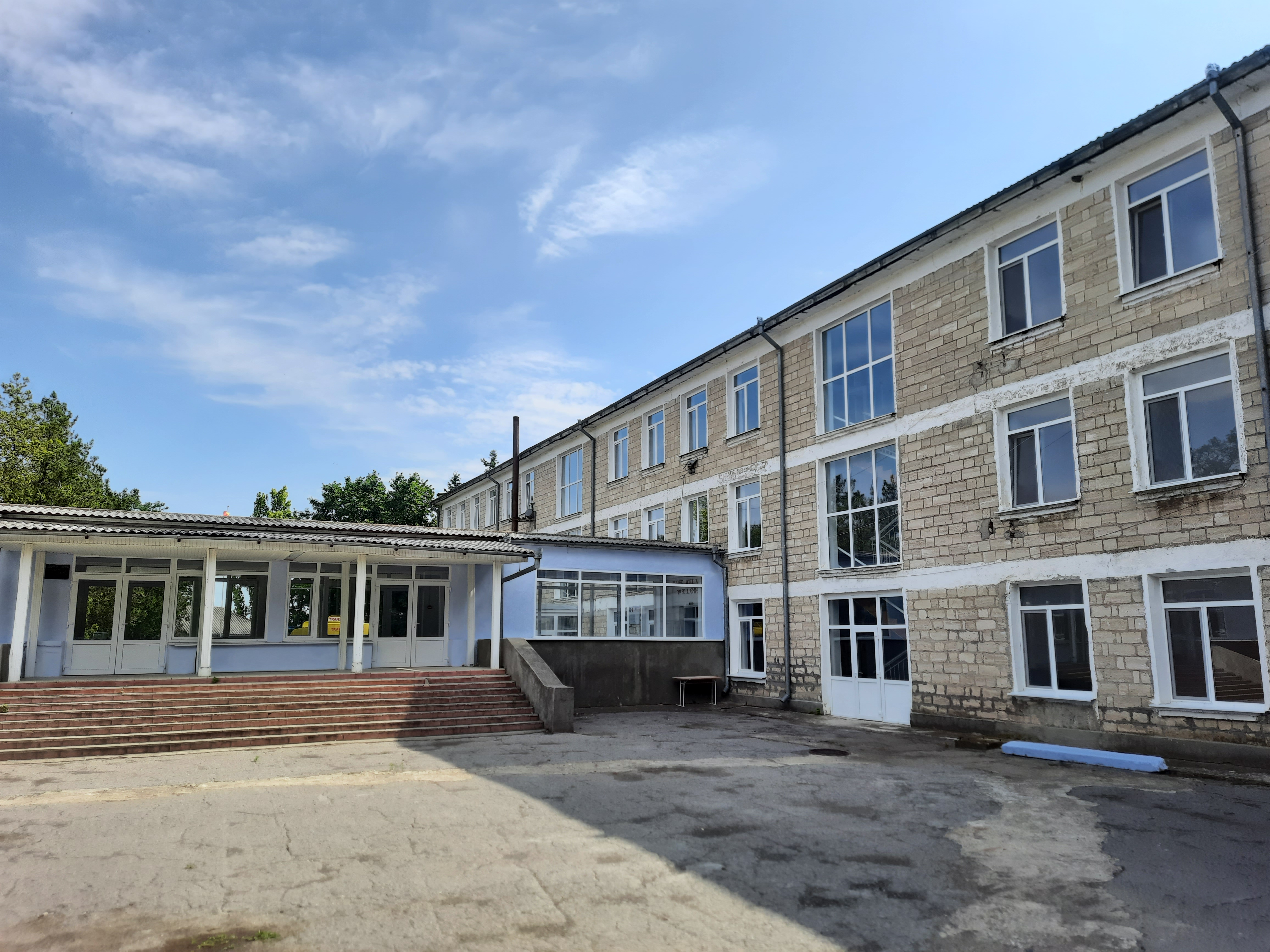
Școala
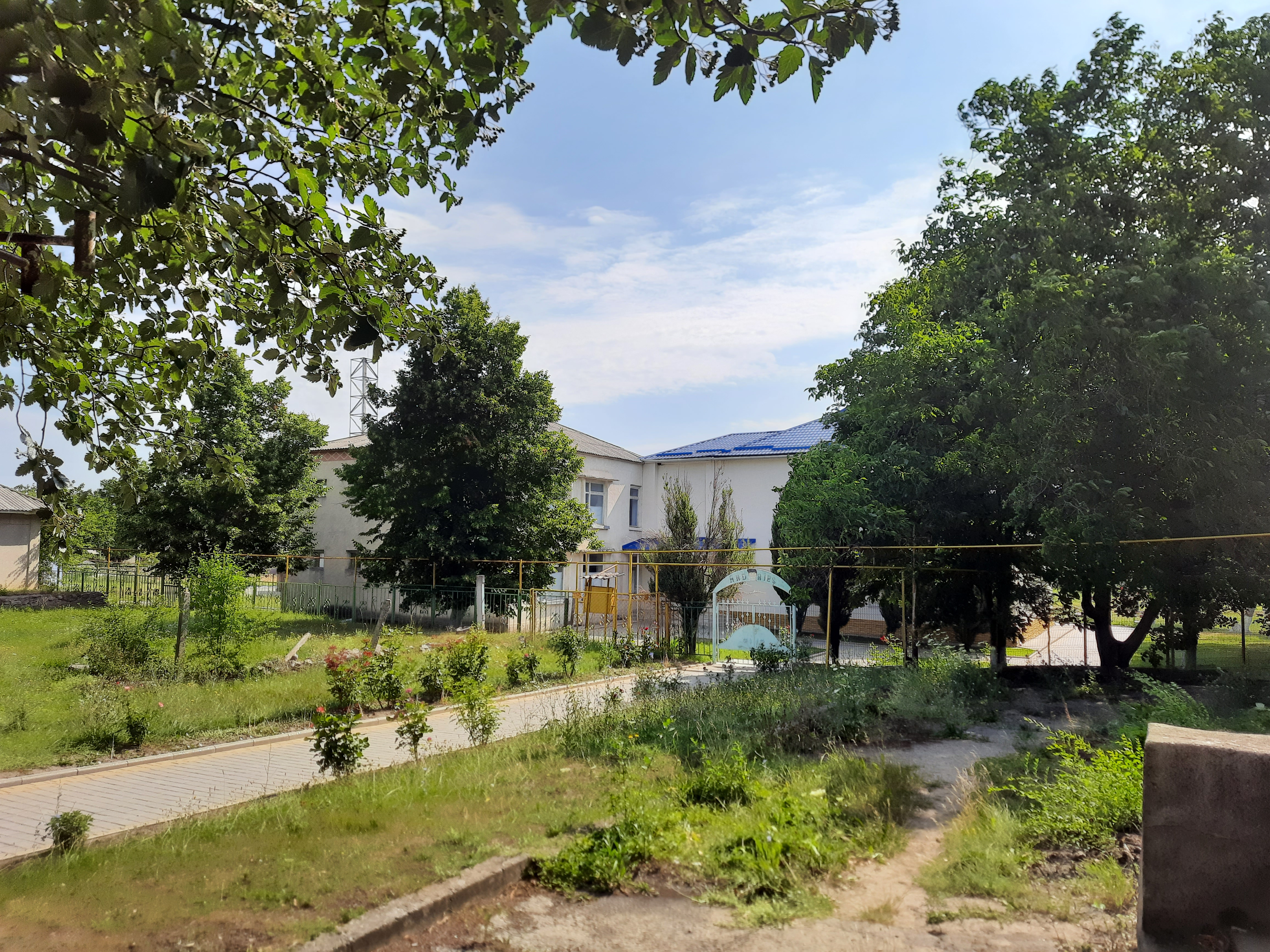
Grădinița
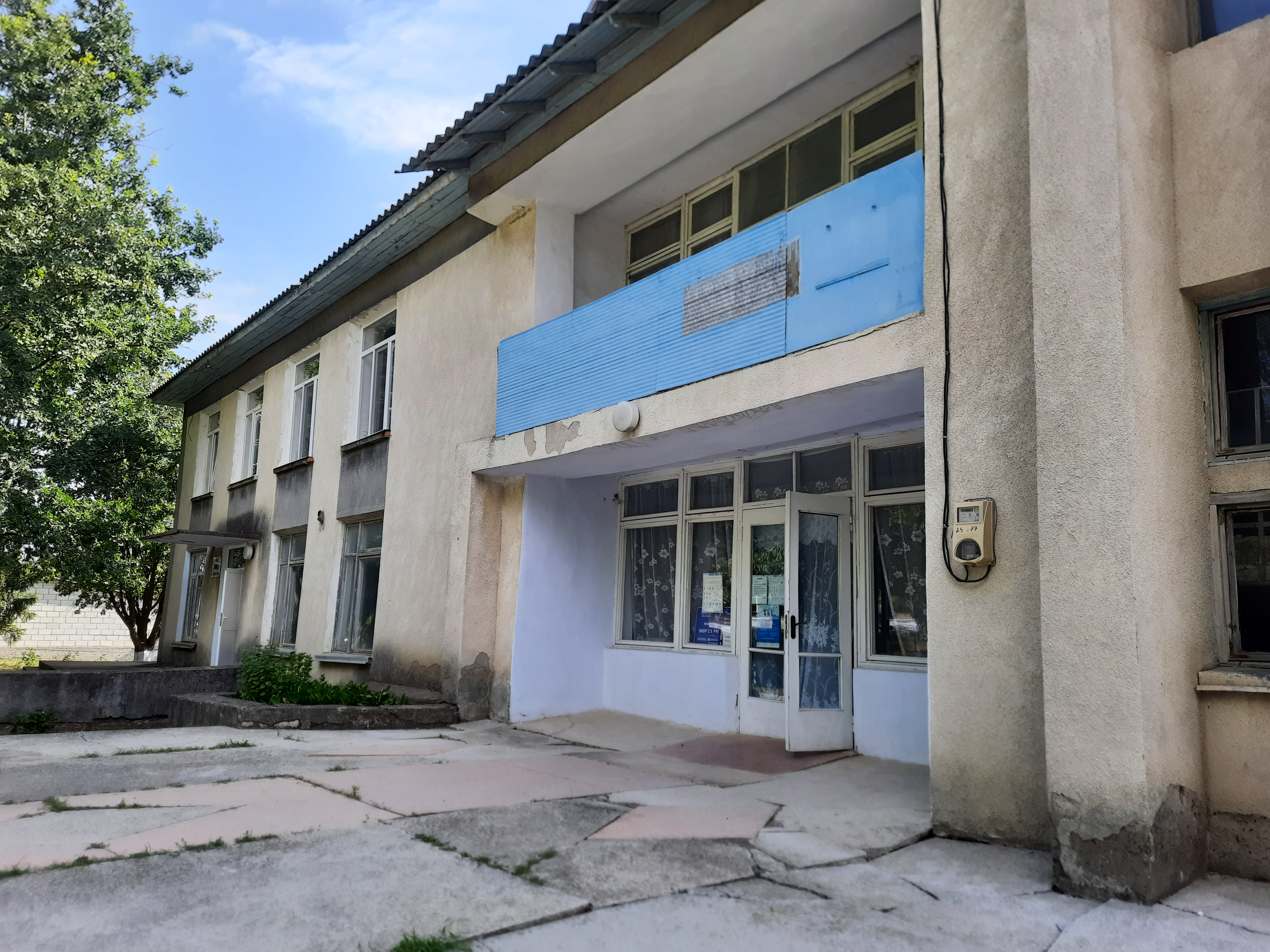
Punctul medical
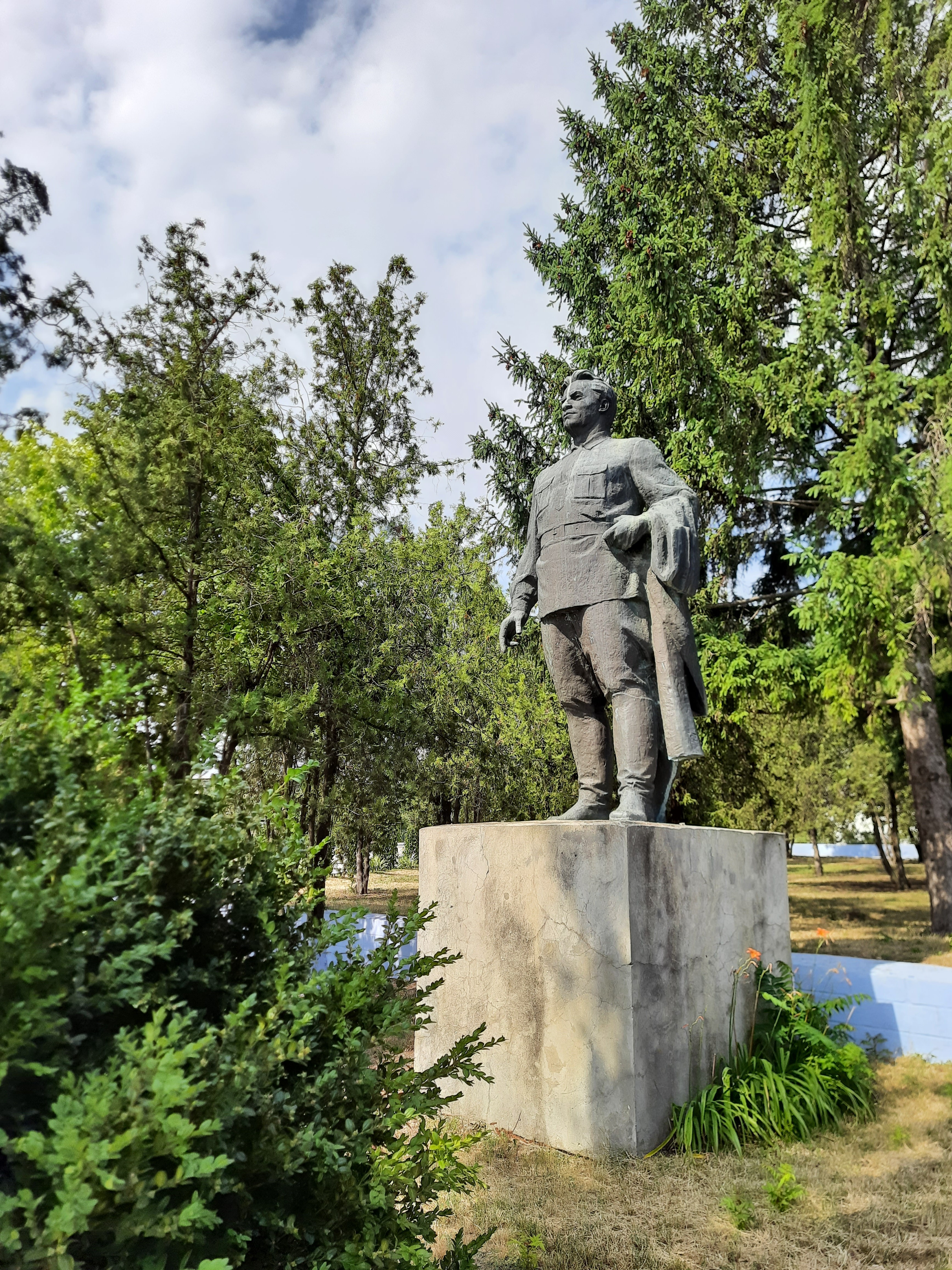
Monument sovietic
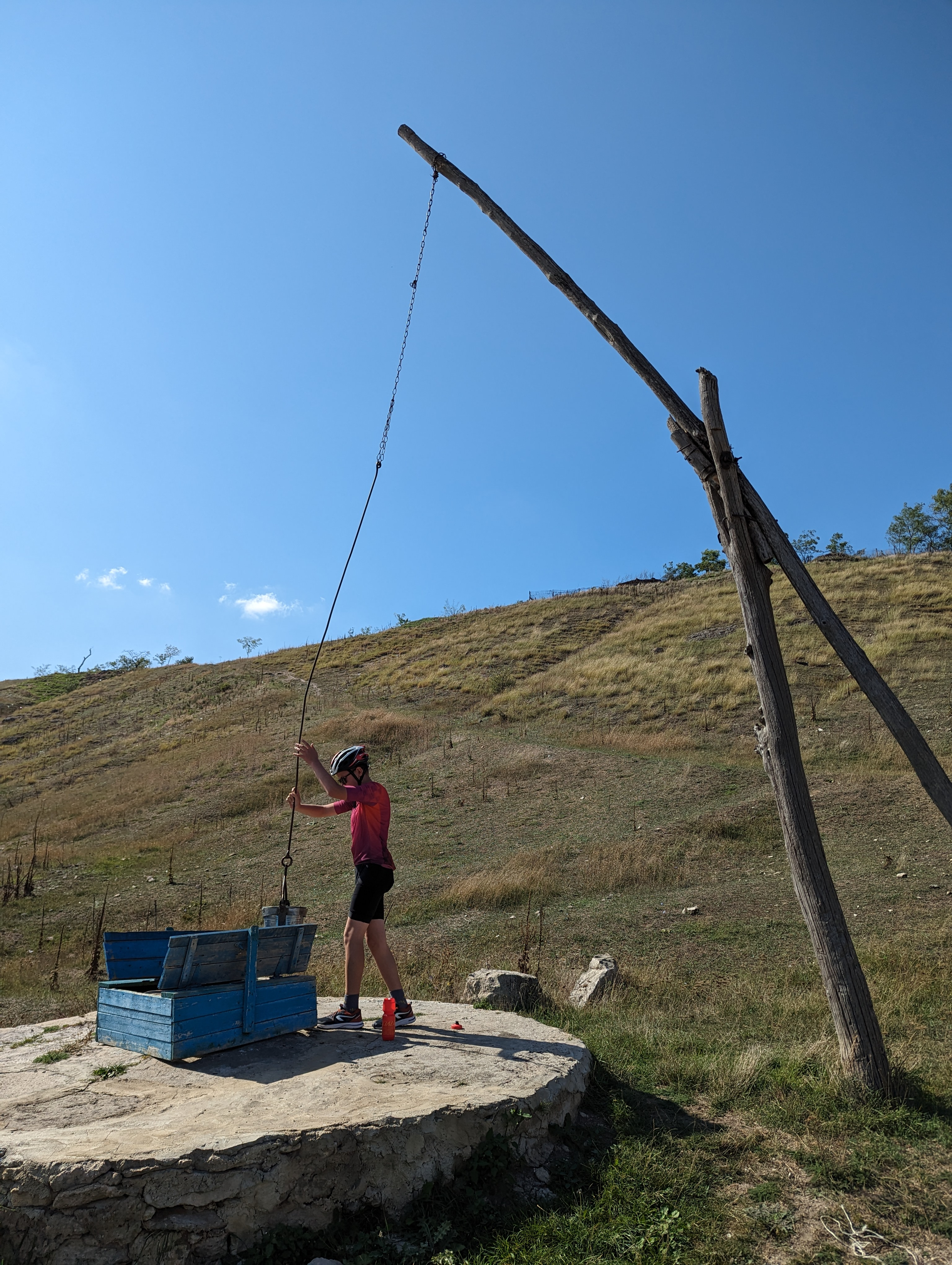
Cumpănă veche din sat
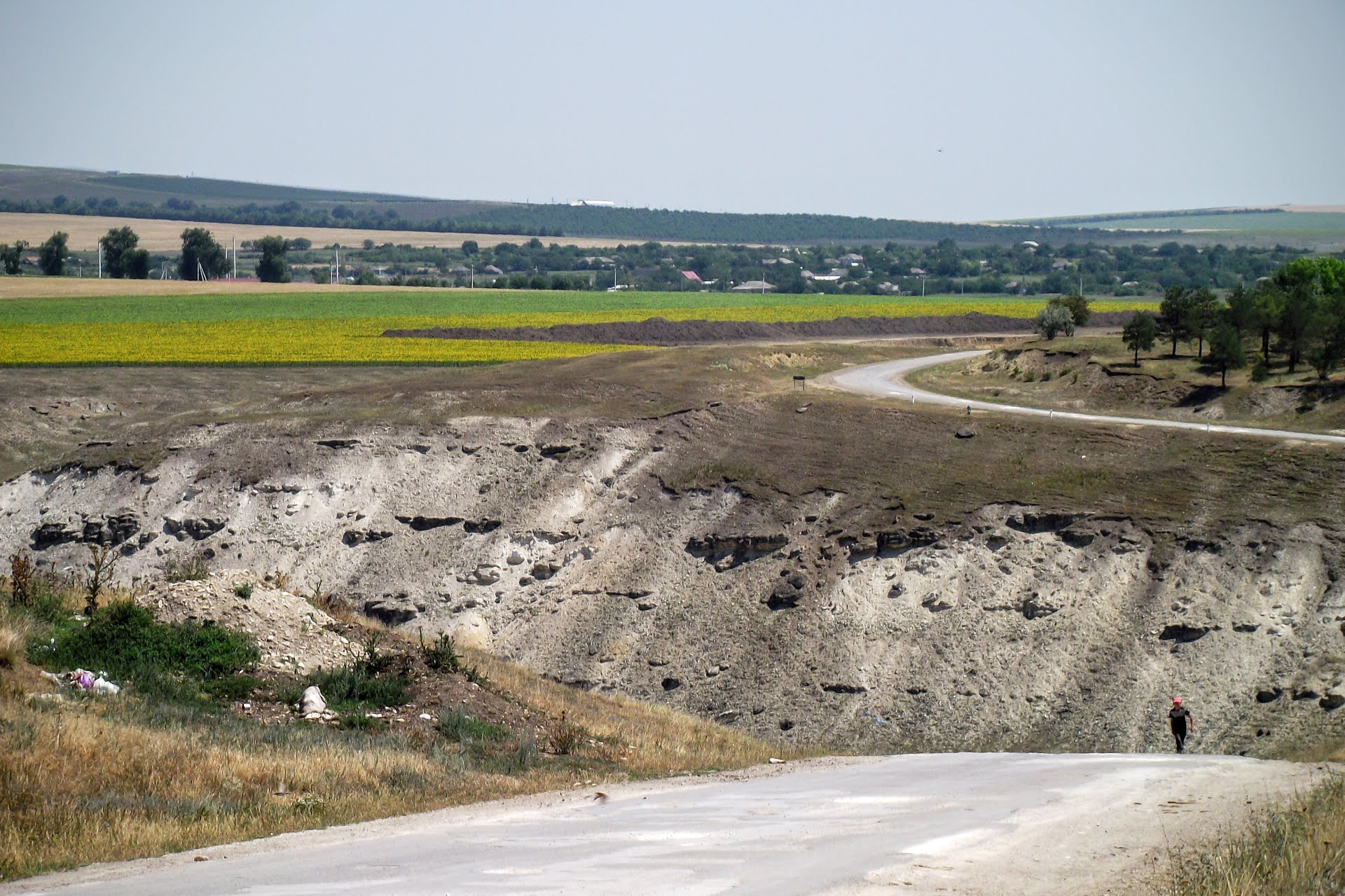
Pe drumul la ieșirea din localitate.

## Personalități
Srul Bronștein (1913–43), scriitor și poet evreu basarabean.